# Pannonok
Pannonok, ókori néptörzs, a rómaiak róluk nevezték el Pannoniát. Appianosz szerint a görögök Paeonesz néven ismerték őket, ami nyilvánvaló tévedés, mert a Paeonesz egészen más nép Epirusz északi határán, ahogy erről Cassius Dio tudósít. Nem minden törzs tartozott azon a területen, amelyet Pannonia később elfoglalt, a pannonokhoz. A pannonok zöme Pannonián kívül, attól délre, Dalmáciában élt. Sztrabón közlése szerint a pannonok az illíriai tengerpart mögött emelkedő fennsíkon éltek. Déli szomszédaik a dalmaták és az ardieusok voltak, északon a Duna határolta őket, keleten pedig a szkordiszkuszok. Az ardieusok a Dinári-hegység lakói voltak. Más források szerint északi határukat Siscia, a keletit a Duna képezte. Amennyire Sztrabón földrajzi ismeretei terjedtek, északon a Szávától, ahol Siscia feküdt, följebb nem tehette a pannonok lakóhelyét, míg a Duna alatt keleten legfeljebb annak Zimony körüli részét érthette. Az általa felsorolt pannon néptörzsek közül a breucusok, mint Klaudiosz Ptolemaiosztól tudjuk, a Száva és Dráva között tartózkodtak, sőt az andizetesek még följebb, a Dráván innen voltak megtelepedve. Sztrabón a boiokat és a scordiscusokat világosan a keltákhoz sorolta, a pannonokat az illírekkel kapcsolatban említi. Klaudiosz Ptolemaiosz a Pannóniában lakó néptörzsek felsorolásakor nem tesz különbséget eredetükre nézve. Tacitus a Dunától északra lakó osiakról világosan azt írja, hogy nem kelta, hanem pannon nyelvet beszéltek, az eraviszkuszok nyelve pedig megegyezett velük. Ebből az a következtetés vonható le, hogy csak a felsőbb osztály lehetett kelta, maga a nép azonban a kelta uralom előtti illírséghez tartozott. Appianosz Pannonia alatt azt a területet értette, amelyet Augustus hódított meg (a mai Horvátországot és Bosznia-Hercegovinát), így ismerteti a pannon népet és földjüket:
„Egész Pannonia nagyon erdősen terül el az Iapydes és Dardani között. Augustus idejében nem volt ott város, hanem falunként vagy a vidéken szétszórt egyes házakban laktak nemzetségek szerint. Nem volt a nemzetnek egy közös kormánya, nem volt közös gyűléshelyük, közös uralkodójuk. Háború idején százezer embert tudtak volna kiállítani, de nem tudták összegyűjteni a fejetlenség miatt.”
Cassius Dio is úgy ismeri saját tapasztalatai alapján a pannon népet, hogy az Dalmatia mellett a Duna mentén lakik, egyfelől Noricummal, másfelől Moesiával szomszéd. Nagy nyomorban él, mert se jó földje, se kedvező éghajlata nincsen, viszont a legbátrabb nép, amelyet ismer. Nevükre nézve az a megjegyzése, hogy azért hívták pannonoknak őket, mert ujjas alsóruhájukat olyan szövetből varrták össze, melyet honi szokás szerint panni nevezetű darabokra vágtak össze. A római segédcsapatok között két ala és négy cohors Pannoniorum ismert, míg a breucusok egymaguk hét cohorsot állítottak ki.